# 29 Amphitrite
29 Amphitrite (in italiano anche 29 Anfitrite) è un asteroide della fascia principale del diametro medio di circa 212,2 km. Scoperto dall'astronomo Tedesco Albert Marth, il 1 marzo 1854, presso l'osservatorio privato di George Bishop a Londra. Presenta un'orbita caratterizzata da un semiasse maggiore pari a 2,5547135 au e da un'eccentricità di 0,0731932, inclinata di 6,08256° rispetto all'eclittica.
Ha una superficie relativamente brillante ed è composto da rocce silicate, ferro e nichel allo stato metallico.

L'asteroide è dedicato a Anfitrite, dea del mare nella mitologia greca.

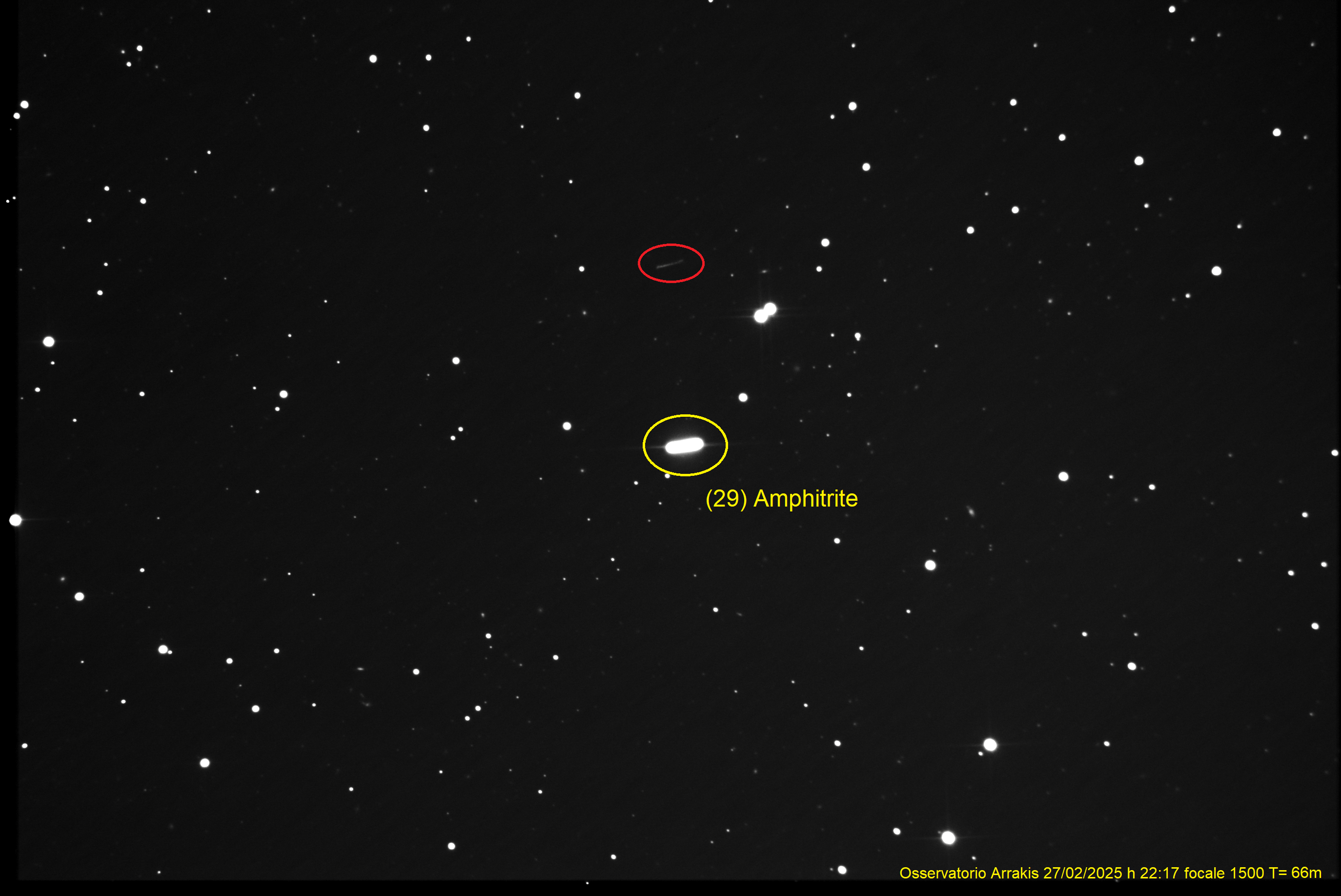
29 Amphitrite ripreso il 27 febbraio 2025 dall'osservatorio astronomico Arrakis, Teramo; mostra il suo percorso in 66' durante la sua rivoluzione intorno al Sole. Nella foto è presente un altro asteroide della fascia principale.

Nel 1979, in base ai dati sulla curva di luce, Edward F. Tedesco ha ipotizzato l'esistenza (mai confermata) di un satellite naturale del pianetino.